# Hercule Poirot
Hercule Poirot is een fictieve Belgische detective. Hij speelt de hoofdrol in een boekenreeks van Agatha Christie. Hij wordt vaak bijgestaan door kapitein Hastings en/of hoofdinspecteur Japp van Scotland Yard.

## Kenmerken
Poirot, een voormalige Belgische politiechef uit Brussel, woont in Engeland, is ijdel en geniaal, maar allesbehalve bescheiden. In de verhalen steekt hij zijn genialiteit niet onder stoelen of banken en bedient zich vaak van Franstalige uitdrukkingen. Heel bekend is: les petites cellules grises (de kleine grijze cellen, de hersenen dus). Poirot is een kort mannetje met donker haar en een snor die hij ijverig verzorgt.
In veel van zijn verhalen komen typerende dingen naar voren zoals het bouwen van kaartenhuizen als hij niet uit een probleem kan komen. Zo heeft hij een zwak voor liefdesaffaires en ziet hij graag aan het einde van een verhaal twee geliefden verenigd. Hij heeft een verschrikkelijke hekel aan auto's, in tegenstelling tot kapitein Hastings. Ook heeft hij een hekel aan zeetochten en past hij een speciale methode toe om fris en helder van een schip te stappen zonder zeeziek te zijn geweest. Ten slotte legt hij een haast ziekelijke aanleg voor orde en netheid aan de dag. Deze zaken zijn dan ook zijn stokpaarden in het oplossen van een onderzoek.
Hij heeft de gewoonte op een slotbijeenkomst alle mogelijke verdachten te verzamelen. Hij legt dan voor een gefascineerd publiek de gang van zaken haarfijn uit en wijst de dader aan.
Poirot is nooit getrouwd geweest, maar heeft altijd een zwak gehad voor Vera Rossakoff, een Russin die in zijn ogen het evenbeeld is van echte vrouwelijkheid.
Poirot is altijd als een fat gekleed, draagt te krappe lakschoenen, verft zijn haar ("nee, ik geef het de natuurlijke kleur terug, mon ami") en drinkt geen whisky maar groene likeur (crème de Menthe), crème de Bananes en hete chocola. Hoewel de hele wereld van hem hield, vond Christie hem een verschrikkelijk persoon. Reeds meerdere decennia voor haar dood schreef ze de roman Het doek valt (Curtain), waarin Poirot sterft van ouderdom en kapitein Hastings uiteindelijk de ware afloop van hun laatste avontuur verneemt. Het boek zou oorspronkelijk pas gepubliceerd worden na Christies overlijden, maar uiteindelijk werd het al een jaar eerder gepubliceerd.
Vele boeken zijn verfilmd en ook zijn er televisieseries van gemaakt. Door velen wordt de acteur David Suchet gezien als degene die Poirot het beste weergaf, onder meer door de nabestaanden van Christie. De televisieserie Agatha Christie's Poirot met Suchet in de titelrol verfilmde uiteindelijk alle Poirot-boeken en korte verhalen die Christie tijdens haar leven schreef.

## Acteurs die Poirot speelden

### Theater
- Charles Laughton, Alibi (1928, London) en The Fatal Alibi (1932, Broadway)

### Film
- Austin Trevor, drie films tussen 1931 en 1934: Alibi (1931), Black Coffee (1931) en Lord Edgware Dies (1934)
- Tony Randall, The Alphabet Murders (1965)
- Albert Finney, Murder on the Orient Express (1974)
- Dudley Jones, The Strange Case of the End of Civilization as We Know It (1977)
- Andrew Sachs, Revenge of the Pink Panther (1978)
- Peter Ustinov, zes films tussen 1978 en 1986: Death on the Nile (1978), Evil Under the Sun (1982), Thirteen at Dinner (1985), Dead Man's Folly (1986), Murder in Three Acts (1986) en Appointment with Death (1988)
- Hugh Laurie, Spice World (1997)
- Kenneth Branagh, Murder on the Orient Express (2017), Death on the Nile (2022), A Haunting in Venice  (2023)

### Televisie
- Rene Alexandre, Le Coffret De Laque (1932; gebaseerd op Black Coffee)
- Ian Holm, Murder by the Book (1986)
- Anatoly Ravikovich, Zagadka Endkhauza (Het End House mysterie) (1989; gebaseerd op "Peril at End House")
- David Suchet, Agatha Christie's Poirot (1989-2013)
- Alfred Molina, Murder on the Orient Express (2001)
- Konstantin Raikin, Neudacha Puaro (De mislukking van Poirot) (2002; gebaseerd op "De moord op Roger Ackroyd")
- John Malkovich, Hercule Poirot (The ABC Murders ) (2019; gebaseerd op Agatha Christie's "The ABC Murders, BBC First, 3 delig")